# Бальдауф, Роберт
Ро́берт Бальда́уф — швейцарский филолог и приват-доцент Базельского университета в конце XIX — начале XX веков.
В 1902–1903 годах он опубликовал 1-й и 4-й тома из серии под общим названием «История и критика» (англ. History and Criticism). Эти два тома представляют интерес для критиков традиционных хронологии и письменной истории. Бальдауфу удалось прийти практически к тем же выводам, к которым в своё время пришёл французский учёный Жан Ардуэн, использовавший метод, отличный от филологического анализа.
Бальдауф изучал архивы знаменитого швейцарского Монастыря Святого Галла, в прошлом — одного из ключевых центров католицизма, и обнаружил в библиотеке следы варварских рейдов, совершённых Поджо Браччолини и его товарищем. Оба — высокообразованные служители в Римской курии. Они отобрали из библиотеки многочисленные рукописи и книги, которые считаются древними (впрочем, рукописи можно датировать и более поздней эпохой; также, не исключено, что они могли служить в качестве прототипов для получения целого ряда «древних» работ от Поджо и его помощников).
Бальдауф изучил многочисленные, предположительно древние, рукописи и утверждал, что они, в большинстве своём, являются поздними подделками. Бальдауф обнаружил параллели между историческими книгами Ветхого Завета и произведениями средневекового романтического жанра, а также Илиадой Гомера, в которых было достаточно несколько строк, чтобы прийти к предположению, что тексты и Илиады, и Библии написаны в Позднее Средневековье.